# Rifanty Kahfiani
Rifanty Kahfiani (* 19. Februar 1998) ist eine ehemalige indonesische Tennisspielerin.

## Karriere
Kahfiani begann im Alter von fünf Jahren mit dem Tennis und bevorzugt Hartplätze. In ihrer Profilaufbahn gewann sie einen Doppeltitel auf der ITF Women’s World Tennis Tour.
2015 stand sie im Einzel-Finale des ITF-Turniers von Tarakan und gewann mit Partnerin Lee Yang den Titel im Damendoppel des J1 Nanjing.
2016 gewann sie mit Partnerin Lee Yang den Titel im Doppel des J1 Nonthaburi und J1 Sarawak.
2017 erreichte sie bei der Sommer-Universiade im Dameneinzel die dritte Runde. Im Mixed verlor sie mit ihrem Partner Armando Soemarno bereits das Auftaktmatch der ersten Runde.
2018 gewann sie im Juli mit ihrer Partnerin Ayaka Okuno ihren ersten Titel eines ITF-Turniers im Doppel.
2019 stand sie im Finale der Einzelkonkurrenz des ITF-Turniers in Jakarta. Im Juli erhielt sie zusammen mit Partnerin Alyssa Tobita eine Wildcard für das Hauptfeld der mit 60.000 US-Dollar dotierten Tennis Championships of Honolulu, wo die beiden in der ersten Runde mit 1:6, 7:5 und [9:11] gegen Junri Namigata und Risa Ozaki verloren.

### College Tennis
2016 bis 2021 spielte sie für das Damentennisteam der Ducks der University of Oregon. Im August 2021 wurde sie Volunteer Assistant Coach an der University of Notre Dame, von Februar bis April 2023 an der Ball State University, im August 2023 Assistenztrainerin an der Virginia Commonwealth University, wo sie ab August 2024 Interims-Head-Coach wurde.

## Turniersiege

### Doppel
| Nr. | Datum         | Turnier | Kategorie   | Belag     | Partnerin   | Finalgegnerinnen                   | Ergebnis |
| --- | ------------- | ------- | ----------- | --------- | ----------- | ---------------------------------- | -------- |
| 1.  | 13. Juli 2018 | Solo    | ITF $15.000 | Hartplatz | Ayaka Okuno | Fitriani Sabatini Fitriana Sabrina | 6:4, 6:0 |